# Војводство Бохемија
Војводство Бохемија (лат. Ducatus Bohemiæ, њем. Herzogtum Böhmen), познато и као Чешко кнежевство (чеш. České knížectví), била је монархија и кнежевина у средњој Европи током раног и високог средњег вијека. Основали су је 870. године Чеси као дио Великоморавске кнежевине. Бохемска земља се извојила из распаднуте Моравске након што се војвода Збигњев I заклео на вијерност источнофраначком краљу Арнулфу 895. године.
Док су бохемске војводе из династије Пшемисловић, прво владајући из Прашког храда и Леви храдеца, ширили посједе под својом контолом, покрштавање које су покренули Ћирило и Методије наставили су франачки бискупи из Регензбурга и Пасауа. Прашка бискупија 973. године је основана кроз заједничке напоре војводе Болеслава II и цара Отона I. Касније је војвода Вацлав I, који је убио свој млађег брата Белослава I, постао светац заштитник земље.
Док је земљу окупирао пољски краљ Болеслав I, а династију Пшемислеовић потресали унутрашњи сукоби, војвода Владивој је добио Бохемију као феуд од источнофраначког краља Хајнриха II 1002. године и војводство је постало царска држава Светог римског царства. Војводство Бохемија је постало насљедна Краљевина Бохемија, док је војводу Отокар I за краља крунисао њемачки краљ Филип Швапски 1198. године. Пшемисловићи су остали на власти током високог средњег вијека, све до изумирања мушке линије смрћу краља Вацлав  1306. године.